# Christina Tosi
Christina Tosi (Springfield, 9 november 1981) is een Amerikaanse chef, auteur en tv-persoonlijkheid. Ze is de chef en eigenaar van Milk Bar en was van 2015 tot 2017 te zien als jurylid in het FOX-programma MasterChef. Ook was ze de hoofdpersoon van een aflevering van Chef's Table: Pastry.